# Свети мученик Теотекн
Свети мученик Теотекн је хришћански светитељ и мученик, епископ Приморске Цезареје из 3. века. 

Живео је у време прогона хришћана од стране цара Максимијана. Одбио је да принесе жртву паганским идолима и одрекне се хришћанске вере. Због тога је стављен на тешке муке. Убијен је тако што му је о врат везан воденични камен и тако је бачен у реку.